# Distretto di Kole
Il distretto di Kole è un distretto dell'Uganda, situato nella Regione settentrionale.